# Achille Silvestrini
Achille Silvestrini (Brisighella, 25 ottobre 1923 – Roma, 29 agosto 2019) è stato un cardinale e arcivescovo cattolico italiano, al servizio della Santa Sede.

## Biografia

### Formazione e ministero sacerdotale
Conseguì la maturità classica presso il Regio liceo ginnasio statale Evangelista Torricelli di Faenza seguito dal docente faentino Francesco Valli con il quale mantenne assidui contatti per tutta la vita, poi entrò nel seminario diocesano. Proseguì gli studi laureandosi in Lettere classiche presso l'Università di Bologna.
Il 13 luglio 1946 fu ordinato presbitero dal vescovo Giuseppe Battaglia nella cattedrale di Faenza; proseguì la sua formazione a Roma, dove conseguì il dottorato in utroque iure presso la Pontificia Università Lateranense (1953) e frequentò i corsi di perfezionamento alla Pontificia accademia ecclesiastica per la formazione dei diplomatici della Santa Sede.
Il 1º dicembre 1953 entrò a servizio della Segreteria di Stato della Santa Sede, dove si occupò delle relazioni con i paesi del sud-est asiatico, in particolare Vietnam, Cina e Indonesia. Silvestrini svolse per decenni incarichi diplomatici per la Santa Sede. Dal 1958 fu segretario personale del cardinale segretario di Stato Domenico Tardini e mantenne l'incarico anche presso il suo successore, Amleto Giovanni Cicognani (fino al 1969; anch'egli nato a Brisighella). Come responsabile dei rapporti con le organizzazioni internazionali fu uno dei principali collaboratori del cardinale Agostino Casaroli, di cui assecondò la politica di apertura e distensione verso i regimi comunisti dell'Europa orientale; partecipò a tutte le fasi della conferenza di Helsinki sulla sicurezza e la cooperazione in Europa (1975), dai lavori preparatori a Ginevra (1973) alla riunione di Belgrado per verificarne l'applicazione; ottenne il riconoscimento esplicito, nel decalogo finale, della libertà religiosa, che offrì una legittimazione alle richieste della Chiesa cattolica nei negoziati con i Paesi dell'Est europeo. Fu capo delegazione della Santa Sede alla conferenza dell'ONU sull'uso civile dell'energia atomica (1971) e alla conferenza sul Trattato di non proliferazione delle armi atomiche (1975). Dal 28 luglio 1973 fu Sottosegretario del Consiglio per gli affari pubblici della Chiesa, dove nel 1979 assunse l'incarico di Segretario.

### Ministero episcopale
Il 4 maggio 1979 fu nominato arcivescovo titolare di Novaliciana da papa Giovanni Paolo II, da cui ricevette l'ordinazione episcopale il 27 maggio successivo; tra il 1980 e il 1983 fu rappresentante della Santa Sede alla Terza conferenza sulla sicurezza e cooperazione in Europa (CSCE), a Madrid; fu a capo della delegazione vaticana per la revisione dei Patti Lateranensi col governo italiano (18 febbraio 1984). Partecipò anche agli incontri sulla crisi delle isole Falkland e sulla rivoluzione in Nicaragua.

### Cardinalato

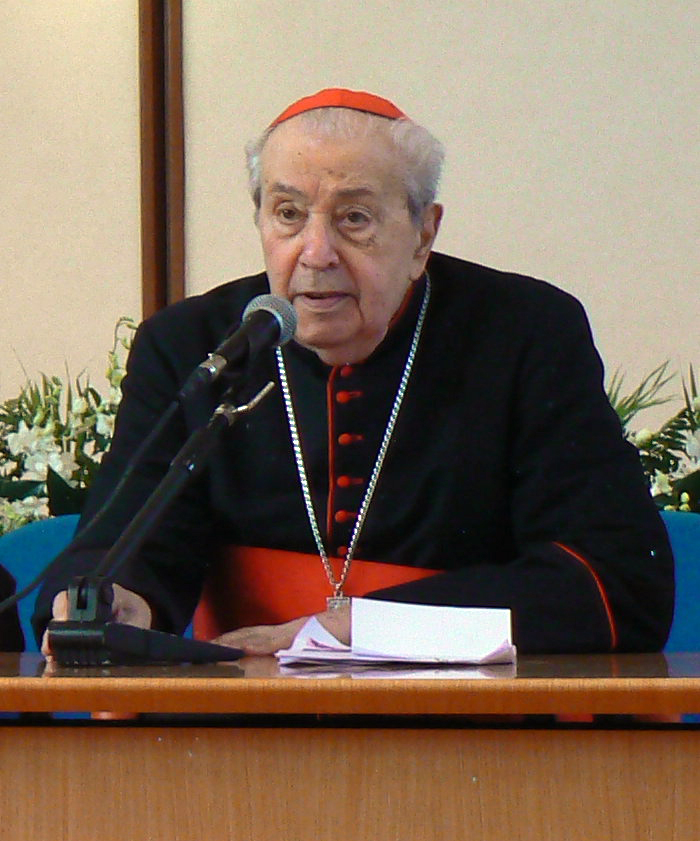
Foto del 2010

Nel concistoro del 28 giugno 1988 fu creato cardinale cardinale diacono di San Benedetto fuori Porta San Paolo e il 1º luglio successivo venne nominato prefetto del Supremo tribunale della Segnatura apostolica. Negli anni successivi fu nominato prefetto della Congregazione per le chiese orientali (24 maggio 1991) e gran cancelliere del Pontificio istituto orientale. Nel 1988 fu tra coloro che spinsero per la scomunica dei lefebvriani.
Il 29 gennaio 1999 venne promosso a cardinale dell'ordine dei presbiteri, mantenendo però lo stesso titolo; raggiunto il limite di età di settantacinque anni, il 25 novembre 2000 rassegnò le dimissioni da prefetto della Congregazione per le Chiese orientali e nel 2003, raggiunti gli ottant'anni, non fu più enumerato tra i cardinali elettori al conclave.
È stato presidente della «Fondazione Comunità "Domenico Tardini" onlus» e della «Fondazione Sacra Famiglia di Nazareth». Il 15 dicembre 2006 l'Accademia Bonifaciana di Anagni gli conferisce, nella sua IV edizione, il Premio Internazionale Bonifacio VIII "...per una cultura della Pace".
Nel 2009 Edizioni Studium ha pubblicato La storia, il dialogo, il rispetto della persona. Scritti in onore del Cardinale Achille Silvestrini, a cura di Luca Monteferrante e Damiano Nocilla.
È deceduto nel Policlinico Agostino Gemelli di Roma il 29 agosto 2019 all'età di 95 anni. Le esequie si sono svolte il 30 agosto all'altare della Cattedra della basilica di San Pietro in Vaticano e sono state celebrate dal cardinale Giovanni Battista Re, sottodecano del Collegio cardinalizio, insieme con i cardinali, arcivescovi e vescovi presenti a Roma. Al termine della celebrazione eucaristica, papa Francesco ha presieduto il rito dell'Ultima Commendatio e della Valedictio.
 È sepolto nel cimitero del suo paese natale.

## Genealogia episcopale e successione apostolica
La genealogia episcopale è:
- Cardinale Scipione Rebiba
- Cardinale Giulio Antonio Santori
- Cardinale Girolamo Bernerio, O.P.
- Arcivescovo Galeazzo Sanvitale
- Cardinale Ludovico Ludovisi
- Cardinale Luigi Caetani
- Cardinale Ulderico Carpegna
- Cardinale Paluzzo Paluzzi Altieri degli Albertoni
- Papa Benedetto XIII
- Papa Benedetto XIV
- Papa Clemente XIII
- Cardinale Enrico Benedetto Stuart
- Papa Leone XII
- Cardinale Chiarissimo Falconieri Mellini
- Cardinale Camillo Di Pietro
- Cardinale Mieczysław Halka Ledóchowski
- Cardinale Jan Maurycy Paweł Puzyna de Kosielsko
- Arcivescovo Józef Bilczewski
- Arcivescovo Bolesław Twardowski
- Arcivescovo Eugeniusz Baziak
- Papa Giovanni Paolo II
- Cardinale Achille Silvestrini

La successione apostolica è:
- Arcivescovo Ruggero Franceschini, O.F.M.Cap. (1993)
- Cardinale Edoardo Menichelli (1994)
- Vescovo Silvano Montevecchi (1997)